# پنبه‌ای‌کپکان

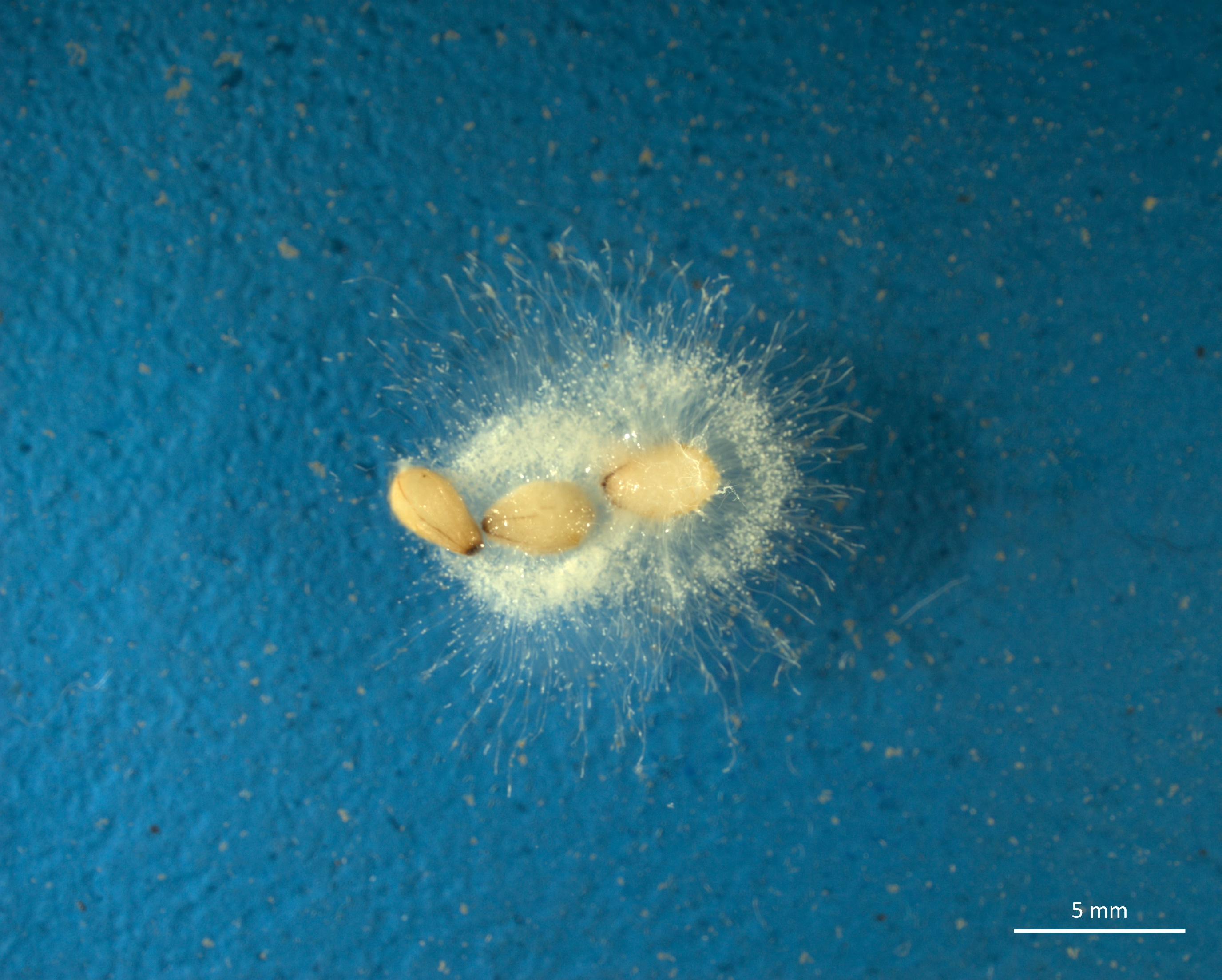
پنبه‌ای‌کپکان روی دانه‌های کنجد

پنبه‌ای‌کپکان (Saprolegniaceae) خانواده‌ای از کپک‌های آب شیرین هستند.
اعضا این خانواده از ارگانیسم‌های رشته‌ای کوئنوسیتیک هستند که دارای میسیلیوم‌های رویشی منشعب و فاقد دیوارهٔ عرضی می‌باشند. بیشترین جنس‌های بیماری‌زای عامل بیماری قارچی ساپرولگنیازیس، ساپرولگنیا (Saprolegnia) و آچلیا (Achlya) هستند.